# Ernie Kovacs
 (mars 2019).
Si vous disposez d'ouvrages ou d'articles de référence ou si vous connaissez des sites web de qualité traitant du thème abordé ici, merci de compléter l'article en donnant les références utiles à sa vérifiabilité et en les liant à la section « Notes et références ».
Pour les articles homonymes, voir Kovacs.
Ernie Kovacs est un acteur et humoriste américain, né le 23 janvier 1919 à Trenton (New Jersey), mort le 13 janvier 1962 à Beverly Hills (Los Angeles).

## Biographie
Ernie Kovacs est un acteur et comique américain spécialiste du gag visuel et sonore qui utilisa beaucoup les effets spéciaux. Il fut dans les années 50 la vedette de quelques shows télévisés tels « Ernie Kovacs in Kovacsland » sur NBC en 1951, « Ernie Kovacs show » d'abord sur CBS en 1952-1953 puis sur NBC en 1955-1956. Un de ses gags tout à la fois simple et original consiste à se servir de son visage pour illustrer le contrôle horizontal et vertical de l'image télévisée.
En 1960 Ernie Kovacs et sa femme Edie Adams sont les invités-vedettes de l'épisode « Lucy meets the mustache » dans la série « The Lucy-Desi Comedy hour » qui a pris la suite de la sitcom I love Lucy.
Ernie Kovacs est mort en 1962 dans un accident de la route.

## Filmographie
- 1951 : Time for Ernie (série télévisée) : Host
- 1951 : Ernie in Kovacsland (série télévisée)
- 1952 : The Ernie Kovacs Show (série télévisée) : Host
- 1956 : Showdown at Ulcer Gulch : Cameo appearance (Man in bar)
- 1957 : Le Bal des cinglés (Operation Mad Ball) : Capt. Paul Locke
- 1958 : Adorable voisine (Bell Book and Candle) : Sidney Redlitch
- 1959 : Notre agent à La Havane (Our Man in Havana) : Capt. Segura
- 1959 : Train, amour et crustacés (It Happened to Jane) : Harry Foster Malone
- 1960 : Silents Please (série télévisée) : Host
- 1960 : L'Île des Sans-soucis (Wake Me When It's Over) de Mervyn LeRoy : Capt. Charlie Stark
- 1960 : Liaisons secrètes : Roger Altar
- 1960 : Le Grand Sam (North to Alaska) : Frankie Canon
- 1960 : Pepe de George Sidney : Immigration inspector
- 1961 : Cinq Heures payées comptant (Five Golden Hours) de Mario Zampi : Aldo Bondi
- 1961 : Sail a Crooked Ship (en) de Irving Brecher : The Captain